# Тимошевська Любов Петрівна
Любов Петрівна Тимошевська — українська акторка театру і кіно, викладачка сценічної мови у КМАЕЦМ.  

## Біографія
Народилась 20 серпня 1958 року у м. Хуст Закарпатської області в родині військового.
Закінчила Київський Національний університет театру, кіно і телебачення ім. І. К. Карпенка-Карого за спеціальністю «Акторка театру і кіно», майстерня Ірини Молостової (1983 р.).
У 2000-них почала активно зніматися у телесеріалах.
У 2010-му виконала головну роль – Євгенії, матері Аїди – у комедії «Попелюшка з причепом» (адаптація успішного іспанського формату «Аїда» компанії IMAGINA, який завоював на батьківщині велику популярність). 
Зіграла у стрічках «Балада про Бомбера» (Марія Іванівна), «Бідна Liz» (Ксенія), «Нюхач» (Віра), «Битва за Севастополь» (мати Бориса), «Підкидьки» (Лідія Антонівна Мітрюшина), «Біжи, не оглядайся!» (Ніна), «Як довго я на тебе чекала» (Римма Іванівна), «Шуша» (мати Гладкова), «Зниклі сліди» (Олена Андріївна) та ін.

## Фільмографія
| 2007 – 'Охламон' – мама Світли; 2008 – 'Повернення Мухтара-4' – Олена Петрівна (74 серія «Московська бранка»); 2008 – 'Фрейліни (Las Meninas)' – Мати; 2008 – 'Таємничий острів' – прибиральниця; 2008 – 'Рідні люди' – Гаврилівна; 2008 – 'Реквієм для свідка' – касирка Купріянова; 2008 – 'Адреналін' – клієнтка адвоката; 2009 – 'Свати-3' – епізод; 2009 - 'Недоторканні' - Ніна, буфетниця; 2010 – 'Сусіди' – Євдокія Петрівна; 2010 – 'Попелюшка з причепом' – Євгенія, мама Аїди; 2010 – 'Брат за брата' – епізод; 2011 – 'Матч' – епізод; 2011 – 'Повернення Мухтара-7' – Світлана Іванівна; 2011 – 'Балада про бомбера' – Марія Іванівна, колишня вчителька; 2012 - 'Жіночий лікар' - мати породіллі; 2012 – 'Дорога в порожнечу' – лікарка на зоні; 2012 – 'Джамайка' – епізод; 2013 – 'Тариф "Щаслива сім'я"' – епізод; 2013 - 'Сусіди з розлучення' - манікюрниця; 2013 – 'Самотні серця' – епізод; 2013 – 'Нюхач' – Віра, сусідка Синельникова по дачі; 2013 - 'Даша' – Раїса, вихователька у дитбудинку; 2013 – 'Бідна Liz' – Ксенія; 2014 – 'Дізнайся мене, якщо зможеш' – тітка Грицька; 2014 – 'Чоловік на годину' – Люба, сусідка Федора; 2014 – 'Особиста справа' – Кропоткіна; 2014 – 'Лабіринти долі' – епізод; 2015 – 'Битва за Севастополь' – мати Бориса; 2016 – 'Центральна лікарня' – Єлизавета Олексіївна, мати Михайла; 2016 – 'Випадкових зустрічей не буває' – квартирна господиня; 2016 - 'Вибач' - епізод; 2016 – 'Підкидьки' – Лідія Антонівна Мітрюшина, медсестра; 2016 – 'На лінії життя' – Ніна Іванівна, санітарка; 2016 - 'Дідусь – вахтерка; 2016 – 'Два життя' – медична реєстраторка; 2016 - 'Громадянин Ніхто' – Ліза, хатня робітниця Данилових; 2017-2018 – 'Здається будинок біля моря' – реєстраторка РАГСу; | 2017 – 'Шлях крізь сніги' – Валентина Степанівна, адміністраторка готелю; 2017 – 'Протистояння' – начальниця ЖЕКу; 2017 – 'Підкидьки-2' – Лідія Антонівна Мітрюшина, медсестра; 2017 – 'Подаруй мені життя' – мати Валентини; 2017 – 'Пес-2' – мати Гнізділова; 2017 – 'Ноти кохання' – Марія Семенівна, свекруха Тані, кухарка; 2017 – 'Коли повертається минуле' – Глушкова, сусідка; 2017 – 'Друге життя Єви' – продавчиня; 2017 – 'Виховання та вигул собак та чоловіків' – Карлівна, мати Дюші, сусідка Соні; 2017 – 'Всупереч долі' – сусідка; 2017 – 'Добрі наміри' – медсестра; 2017 – 'Біжи, не оглядайся!' – Ніна, подруга Зої; 2018-2020 - 'Ніщо не трапляється двічі' – Дарина; 2018 – 'Потрібен чоловік' – Людмила Петрівна, хатня робітниця Микити; 2018 – 'Ні слова про кохання' – Ольга, сусідка Насті; 2018 – 'Краса вимагає жертв' – Аліса, пацієнтка; 2018 – 'Кладове життя' – торгівля; 2018 – 'Інша я' – сусідка Вікі; 2018 – 'Смак щастя' – Віра Василівна, санітарка; 2018 – 'Відьма' – сусідка; 2018 – 'Ангеліна' – сусідка Ганни; 2018 – 'Looking for Man'; 2019 – 'Фантом' – епізод; 2019 – 'Пристрасті по Зінаїді' – продавчиня у ломбарді; 2019 – 'Серце матері' – реєстраторка шлюбу; 2019 – 'Як довго я на тебе чекала' – Римма Іванівна; 2019 – 'Загадка для Ганни' – Роза Марківна; 2019 – 'Будинок, який' – Надія Олексіївна, подруга Зінаїди; 2020 – 'Шуша' – мати Гладкова; 2020 – 'Мій милий знайдеш' – пасажирка; 2020 – 'Кошик для щастя' – Ольга Віталіївна, директор дитбудинку; 2020 – 'Мій милий знайдеш' – пасажирка; 2020 – 'Зниклі сліди' – Олена Андріївна; 2020 – 'Дочки' – реєстраторка; 2021 – 'Provincial'; 2021 – 'De hroshi' – Friend of Ada Pototska; 2021 – 'Я працюю на цвинтарі' – Бабуся-вередуня. | 2017 – 'Шлях крізь сніги' – Валентина Степанівна, адміністраторка готелю; 2017 – 'Протистояння' – начальниця ЖЕКу; 2017 – 'Підкидьки-2' – Лідія Антонівна Мітрюшина, медсестра; 2017 – 'Подаруй мені життя' – мати Валентини; 2017 – 'Пес-2' – мати Гнізділова; 2017 – 'Ноти кохання' – Марія Семенівна, свекруха Тані, кухарка; 2017 – 'Коли повертається минуле' – Глушкова, сусідка; 2017 – 'Друге життя Єви' – продавчиня; 2017 – 'Виховання та вигул собак та чоловіків' – Карлівна, мати Дюші, сусідка Соні; 2017 – 'Всупереч долі' – сусідка; 2017 – 'Добрі наміри' – медсестра; 2017 – 'Біжи, не оглядайся!' – Ніна, подруга Зої; 2018-2020 - 'Ніщо не трапляється двічі' – Дарина; 2018 – 'Потрібен чоловік' – Людмила Петрівна, хатня робітниця Микити; 2018 – 'Ні слова про кохання' – Ольга, сусідка Насті; 2018 – 'Краса вимагає жертв' – Аліса, пацієнтка; 2018 – 'Кладове життя' – торгівля; 2018 – 'Інша я' – сусідка Вікі; 2018 – 'Смак щастя' – Віра Василівна, санітарка; 2018 – 'Відьма' – сусідка; 2018 – 'Ангеліна' – сусідка Ганни; 2018 – 'Looking for Man'; 2019 – 'Фантом' – епізод; 2019 – 'Пристрасті по Зінаїді' – продавчиня у ломбарді; 2019 – 'Серце матері' – реєстраторка шлюбу; 2019 – 'Як довго я на тебе чекала' – Римма Іванівна; 2019 – 'Загадка для Ганни' – Роза Марківна; 2019 – 'Будинок, який' – Надія Олексіївна, подруга Зінаїди; 2020 – 'Шуша' – мати Гладкова; 2020 – 'Мій милий знайдеш' – пасажирка; 2020 – 'Кошик для щастя' – Ольга Віталіївна, директор дитбудинку; 2020 – 'Мій милий знайдеш' – пасажирка; 2020 – 'Зниклі сліди' – Олена Андріївна; 2020 – 'Дочки' – реєстраторка; 2021 – 'Provincial'; 2021 – 'De hroshi' – Friend of Ada Pototska; 2021 – 'Я працюю на цвинтарі' – Бабуся-вередуня. | 2017 – 'Шлях крізь сніги' – Валентина Степанівна, адміністраторка готелю; 2017 – 'Протистояння' – начальниця ЖЕКу; 2017 – 'Підкидьки-2' – Лідія Антонівна Мітрюшина, медсестра; 2017 – 'Подаруй мені життя' – мати Валентини; 2017 – 'Пес-2' – мати Гнізділова; 2017 – 'Ноти кохання' – Марія Семенівна, свекруха Тані, кухарка; 2017 – 'Коли повертається минуле' – Глушкова, сусідка; 2017 – 'Друге життя Єви' – продавчиня; 2017 – 'Виховання та вигул собак та чоловіків' – Карлівна, мати Дюші, сусідка Соні; 2017 – 'Всупереч долі' – сусідка; 2017 – 'Добрі наміри' – медсестра; 2017 – 'Біжи, не оглядайся!' – Ніна, подруга Зої; 2018-2020 - 'Ніщо не трапляється двічі' – Дарина; 2018 – 'Потрібен чоловік' – Людмила Петрівна, хатня робітниця Микити; 2018 – 'Ні слова про кохання' – Ольга, сусідка Насті; 2018 – 'Краса вимагає жертв' – Аліса, пацієнтка; 2018 – 'Кладове життя' – торгівля; 2018 – 'Інша я' – сусідка Вікі; 2018 – 'Смак щастя' – Віра Василівна, санітарка; 2018 – 'Відьма' – сусідка; 2018 – 'Ангеліна' – сусідка Ганни; 2018 – 'Looking for Man'; 2019 – 'Фантом' – епізод; 2019 – 'Пристрасті по Зінаїді' – продавчиня у ломбарді; 2019 – 'Серце матері' – реєстраторка шлюбу; 2019 – 'Як довго я на тебе чекала' – Римма Іванівна; 2019 – 'Загадка для Ганни' – Роза Марківна; 2019 – 'Будинок, який' – Надія Олексіївна, подруга Зінаїди; 2020 – 'Шуша' – мати Гладкова; 2020 – 'Мій милий знайдеш' – пасажирка; 2020 – 'Кошик для щастя' – Ольга Віталіївна, директор дитбудинку; 2020 – 'Мій милий знайдеш' – пасажирка; 2020 – 'Зниклі сліди' – Олена Андріївна; 2020 – 'Дочки' – реєстраторка; 2021 – 'Provincial'; 2021 – 'De hroshi' – Friend of Ada Pototska; 2021 – 'Я працюю на цвинтарі' – Бабуся-вередуня. | 2017 – 'Шлях крізь сніги' – Валентина Степанівна, адміністраторка готелю; 2017 – 'Протистояння' – начальниця ЖЕКу; 2017 – 'Підкидьки-2' – Лідія Антонівна Мітрюшина, медсестра; 2017 – 'Подаруй мені життя' – мати Валентини; 2017 – 'Пес-2' – мати Гнізділова; 2017 – 'Ноти кохання' – Марія Семенівна, свекруха Тані, кухарка; 2017 – 'Коли повертається минуле' – Глушкова, сусідка; 2017 – 'Друге життя Єви' – продавчиня; 2017 – 'Виховання та вигул собак та чоловіків' – Карлівна, мати Дюші, сусідка Соні; 2017 – 'Всупереч долі' – сусідка; 2017 – 'Добрі наміри' – медсестра; 2017 – 'Біжи, не оглядайся!' – Ніна, подруга Зої; 2018-2020 - 'Ніщо не трапляється двічі' – Дарина; 2018 – 'Потрібен чоловік' – Людмила Петрівна, хатня робітниця Микити; 2018 – 'Ні слова про кохання' – Ольга, сусідка Насті; 2018 – 'Краса вимагає жертв' – Аліса, пацієнтка; 2018 – 'Кладове життя' – торгівля; 2018 – 'Інша я' – сусідка Вікі; 2018 – 'Смак щастя' – Віра Василівна, санітарка; 2018 – 'Відьма' – сусідка; 2018 – 'Ангеліна' – сусідка Ганни; 2018 – 'Looking for Man'; 2019 – 'Фантом' – епізод; 2019 – 'Пристрасті по Зінаїді' – продавчиня у ломбарді; 2019 – 'Серце матері' – реєстраторка шлюбу; 2019 – 'Як довго я на тебе чекала' – Римма Іванівна; 2019 – 'Загадка для Ганни' – Роза Марківна; 2019 – 'Будинок, який' – Надія Олексіївна, подруга Зінаїди; 2020 – 'Шуша' – мати Гладкова; 2020 – 'Мій милий знайдеш' – пасажирка; 2020 – 'Кошик для щастя' – Ольга Віталіївна, директор дитбудинку; 2020 – 'Мій милий знайдеш' – пасажирка; 2020 – 'Зниклі сліди' – Олена Андріївна; 2020 – 'Дочки' – реєстраторка; 2021 – 'Provincial'; 2021 – 'De hroshi' – Friend of Ada Pototska; 2021 – 'Я працюю на цвинтарі' – Бабуся-вередуня. |